# Burari
Burari es una ciudad censal situada en el distrito de Delhi norte,  en el territorio de la capital nacional,  Delhi (India). Su población es de 146190 habitantes (2011). 

## Historia
Burari es famoso por las muertes de Burari ocurridas en 2018. Fue un evento en el que 10 personas de una familia se suicidaron en masa por presuntas razones cultistas.

## Demografía
|                             |              |  |         |         |
| Hinduismo                   | Hinduismo    |  | 93.31 % | 93.31 % |
| Islam                       | Islam        |  | 3.62 %  | 3.62 %  |
| Sijismo                     | Sijismo      |  | 1.45 %  | 1.45 %  |
| Cristianismo                | Cristianismo |  | 1.38 %  | 1.38 %  |
| Jainismo                    | Jainismo     |  | 0.16 %  | 0.16 %  |
| Budismo                     | Budismo      |  | 0.04 %  | 0.04 %  |
| Otros                       | Otros        |  | 0.04 %  | 0.04 %  |
| Religiones en Burari (2011) |              |  |         |         |

En 2011, Burari tenía una población de 146.190 habitantes, con 78.103 hombres y 68.086 mujeres. Creció un 110,9% desde 2001, cuando tenía una población de 69.333. La tasa de alfabetización promedio de Burari es del 88,98%, con una alfabetización masculina de 94,17 y una alfabetización femenina de 83,05 por ciento. La proporción entre hombres y mujeres es de 872 mujeres por 1000 hombres. La religión más grande en Burari es el hinduismo, y el 93,3% de la población es hindú. El segundo lugar es el Islam, pero con sólo alrededor del 4%.